# Marquardts Samoa-Völkerschau 1895–97, 1900/01 und 1910/11

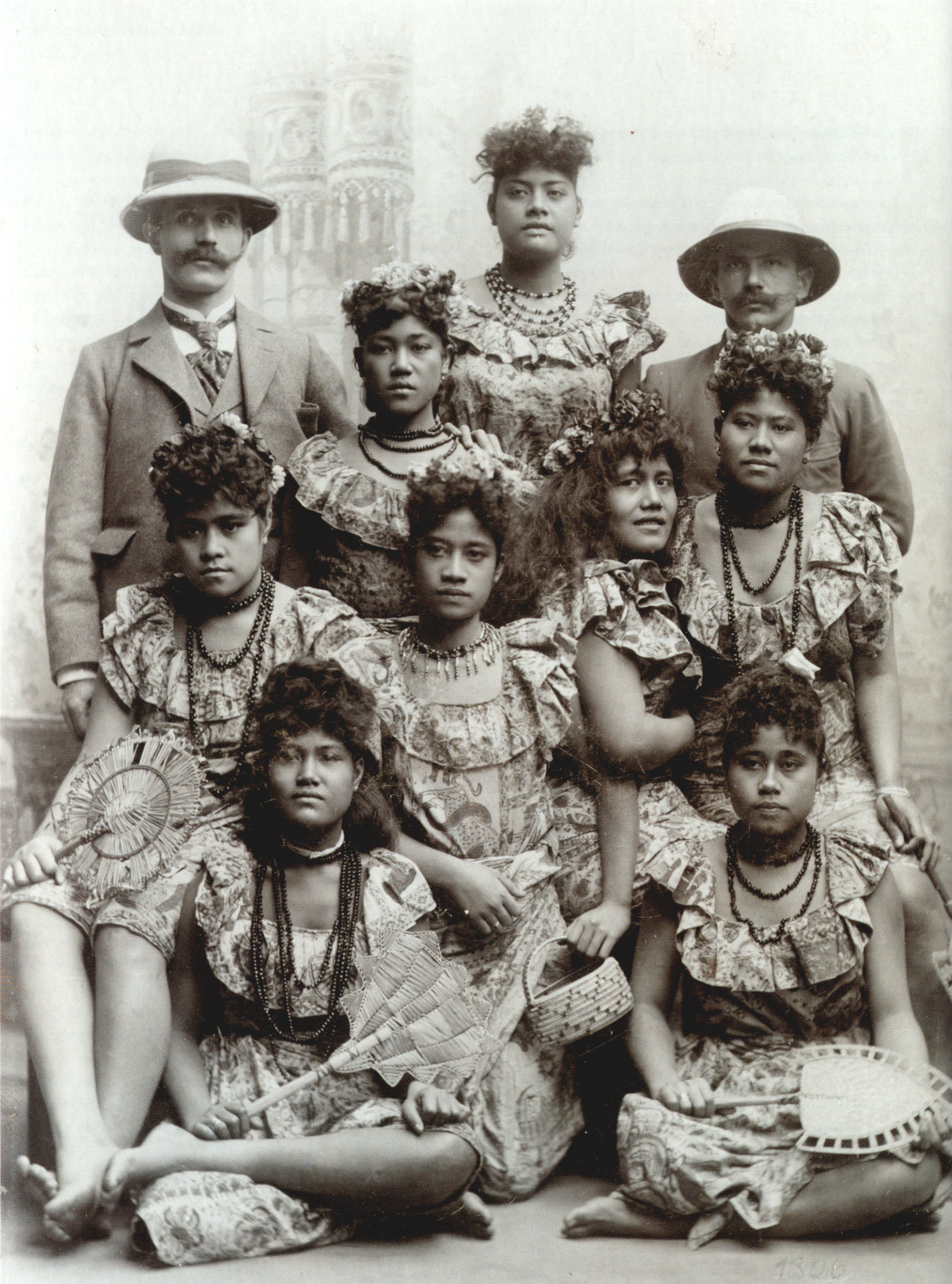
Carl und Fritz Marquardt mit acht Frauen der Samoa-Truppe, Foto von 1896

Marquardts Samoa-Völkerschau 1895–97, 1900/01 und 1910/11 war eine Serie von drei Völkerschauen, bei der Gruppen von jeweils etwa 30 Samoanern in zahlreichen Städten zur Schau gestellt wurden, wobei der Anteil von Frauen jeweils deutlich überwog.
Veranstalter dieser Völkerschau waren die Brüder Fritz (1862–nach 1912) und Carl Marquardt (1860–1916), die von 1896 bis 1914 zahlreiche Völkerschauen veranstalteten.

## Impresarios
Fritz Marquardt kam 1887 nach Samoa und arbeitete für die Deutsche Handels- und Plantagengesellschaft und unter anderem auch für den Kaufmann Eugen Brandeis. Er stieg 1892 zum Polizeisergeant und 1894 Chief of Police auf. 1895 trat er von diesem Posten zurück, um gemeinsam die erste Völkerschau-Gruppe nach Deutschland zu bringen. Nach seiner Rückkehr nach Samoa im Dezember 1897 wurde er als Verwalter der Villa Vailima des Kunstmäzens Gustav Kunst angestellt. 1899 heiratete er Marie Denise Devère, Tochter einer Samoanerin und eines Franzosen. 1900 brach er zur zweiten Völkerschau nach Europa auf, kehrte anschließend zeitweilig nach Samoa zurück und reiste 1910 zum dritten Mal mit einer Völkerschau-Gruppe ins Deutsche Reich. Von dort kehrten Fritz und Marie Denise Marquardt noch einmal kurz nach Samoa zurück, um 1912 nach Hamburg zurückzukehren, wo sich ihre Spur verliert. Carl Marquardt war Journalist mit einem Interessenschwerpunkt in der Ethnologie. 1899 veröffentlichte er das Buch Die Tätowierung beider Geschlechter in Samoas. Carl Marquardt organisierte eine Reihe weiterer Völkerschauen wie „Die Tunesen“ (1904), „Die Futa“ (1905), „Wild-Afrika“ (1906), „Das Sudanesendorf“ oder „Das afrikanische Dorf“ (beide 1910).

## Vorgeschichte
Marquardts Völkerschau war nicht die erste Zurschaustellung indigener Menschen aus Samoa. Der Impresario Robert A. Cunningham tourte von 1889 bis 1891 mit einer Samoa-Völkerschau durch die USA und Europa. Sechs der neun Samoaner starben während der Tournee an Infektionskrankheiten und Mangelernährung. 1892 rekrutierte der amerikanische Kaufmann Jarry Jay Moors eine Gruppe von 25 Personen (darunter vier Samoanerinnen), die er 1893 auf der Weltausstellung in Chicago zur Schau stellte.

## Samoa als deutsche Kolonie
Der westliche Teil der Inselgruppe Samoa wurde 1899 deutsche Kolonie. Die deutsche, britische und amerikanische Einflussnahme hatte bereits in den Jahrzehnten zuvor begonnen. Die Politik und Kultur Samoas war geprägt durch die Konkurrenz zwischen den dort herrschenden Häuptlingen. Zwei der drei Völkerschau-Truppen wurden von ranghohen Häuptlingen begleitet.

## Inszenierung der Samoaner

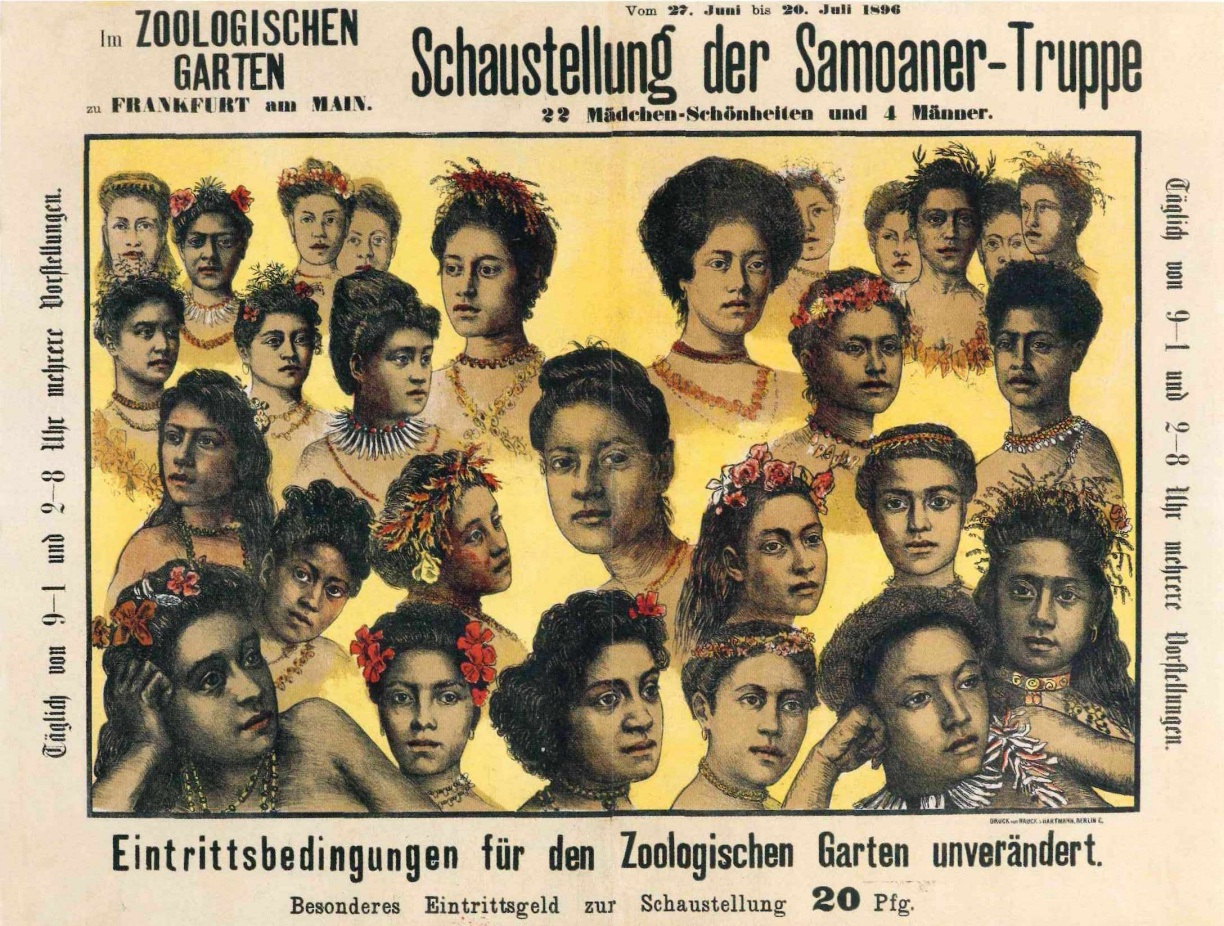
Werbeplakat zur Samoa-Völkerschau in Frankfurt am Main, 1896

Den drei Völkerschauen war das ungleiche Geschlechterverhältnis gemeinsam. Hilke Thode-Arora stellt hierzu fest, dass „die schönen, jungen Samoanerinnen die wichtigste Attraktion für das Publikum darstellen sollten“. Die Vossischen Zeitung berichtete über die Zurschaustellung in Berlin:

„Einige dieser Frauen und Mädchen zeichnen sich durch hervorragende Schönheit aus, wahre Marzipanpüppchen mit Chocoladenüberzug, alle fallen durch die außerordentliche Anmuth ihrer Bewegungen auf. Die Gestalten sind zum Theil schlank, zum Theil von üppiger Fülle, durch die sich besonders Ema auszeichnet, eine dunkle Schöne von königlicher Gestalt, die jedoch in der Gunst des Publikums von ‚Fai‘, einer jungen Person von außerordentlichem Liebreiz, eine gefährliche Wettbewerberin finden wird.“

Die Gebrüder Marquardt waren im Vergleich etwa zu Carl Hagenbeck in Hamburg nur kleine Völkerschau-Unternehmer. Deshalb waren sowohl die Bühnenausstattung als auch die Inszenierung einzelner Programmpunkte wie Gesänge oder Kriegstänze nicht besonders aufwändig.

## Erste Samoa-Völkerschau 1895–97
Zur ersten Samoa-Völkerschau gehörten sieben Männer und etwa 25 Frauen. Die Männer waren in Samoa strafrechtlich auffällig geworden. So war Marquardt in seiner Funktion als Polizeisergeant mit ihnen in Kontakt gekommen. Über die Frauen gibt es nur wenige Überlieferungen. Aufmerksamkeit wurde vor allem Siamau zuteil, die eine gute Tänzerin war. Die Behörden in Apia verlangten zum Schutz der Völkerschau-Darsteller einen sorgfältig ausgearbeiteten Vertrag, der die Tourneedauer oder die Bezahlung genau regelte.
Die Gruppe brach am 26. Juni 1895 in Samoa auf und erreichte um den 27. Juli 1895 Bremerhaven. Die Völkerschau–Tournee begann am 19. September 1895 in Berlin, wo sie bis zum 1. Januar 1896 im dortigen Passage–Panoptikum auftrat. Weitere Stationen waren Kopenhagen, Stettin, Hannover, Köln, Elberfeld, Düsseldorf, Münster, Frankfurt am Main, Leipzig, Dresden, Warschau, Riga, St. Petersburg, ab März 1897 nochmals Berlin, danach Wien und nochmals Dresden, Leipzig und schließlich wieder Frankfurt am Main. Im Dezember 1897 kehrte die Gruppe nach Samoa zurück.1897 kam es in Berlin zu einer intensiven Auseinandersetzung zwischen dem des Passage Panoptikums und Carl Marquardt, der verhindern wollte, dass die Frauen der Völkerschau–Gruppe nackt gezeigt und von Männern „unanständig berührt“ wurden.
Zu Spannungen innerhalb der Völkerschau–Gruppe führte der Umstand, dass die Samoanerin Fai Atanoa vom Direktor des Berliner Passage-Panoptikums Richard Neumann als „Prinzessin“ bezeichnet und in den Mittelpunkt der Schau gerückt wurde, obwohl sich in der Gruppe deutlich höher gestellte Frauen befanden. Fai „galt nach europäischem Geschmack als die schönste der Samoanerinnen“, was ihr massive Drohungen aus der Gruppe eintrug. Ab November 1895 durfte sie auf Anweisung des samoanischen Häuptlings Malietoas nicht mehr Prinzessin genannt werden. Während des zweiten Aufenthaltes in Berlin im Mai 1897 kam es zu einem weiteren Konflikt, als die Presse von der angeblich schlechten Behandlung der Völkerschau-Gruppe berichtete und Carl Marquardt sich in verschiedenen Gegendarstellungen gegen die Vorwürfe zur Wehr setzte.
Entgegen der bei vielen anderen Völkerschauen üblichen Praxis wurden während der Samoa-Völkerschauen der Gebrüder Marquardt keine wissenschaftlichen Untersuchungen und Vermessungen vorgenommen.

## Zweite Samoa-Völkerschau 1900/01

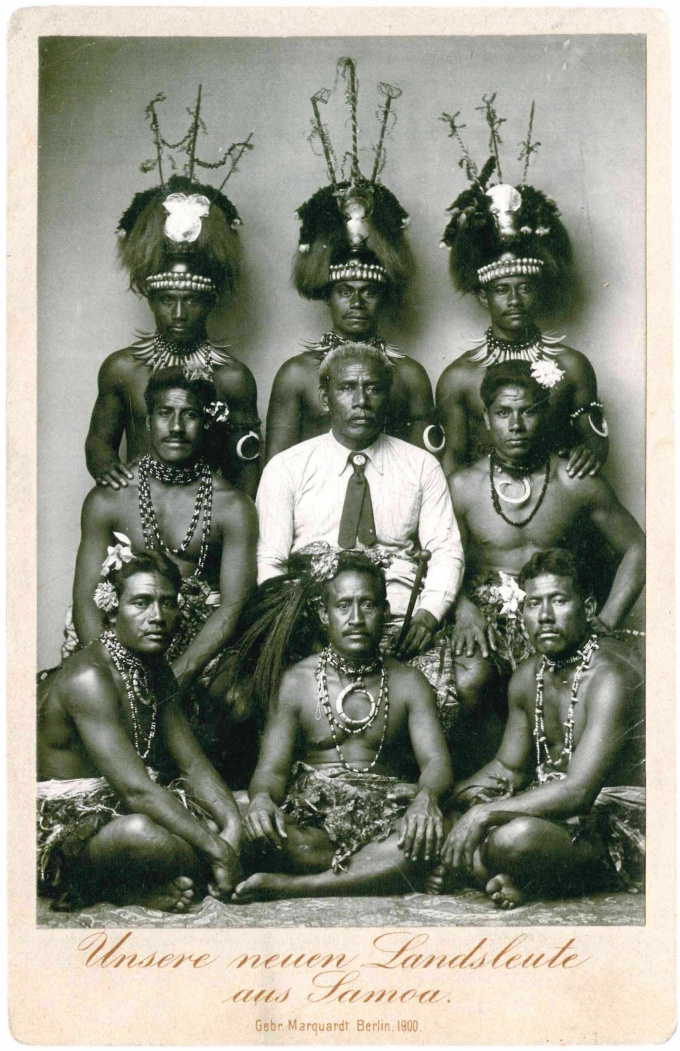
Te'o Tuvale (Mitte) führte die zweite Samoa-Völkerschau an, Foto von 1900

Die zweite Samoa-Völkerschau wurde von Te'o Tuvale (1855–1919) angeführt. Tuvale kalkulierte nach der Gründung von Deutsch-Samoa als aufstrebender Häuptling, durch die Reise nach Deutschland Vertreter der neuen Kolonialmacht kennenzulernen. Die Brüder Marquardt hatten ihm die Verantwortung für die Durchführung der Schauen übertragen, um von vornherein Unruhe in der Gruppe zu vermeiden. Zur Gruppe gehörten zehn Männer und etwa 20 Frauen. Die Gruppe brach am 17. Januar 1900 in Samoa auf und war zunächst auf der Pariser Weltausstellung zu sehen. Im Deutschen Reich trat die Gruppe zuerst in Köln auf. Weitere Stationen waren Berlin, Hamburg, Breslau, Stuttgart, München, Zürich, wieder Köln, anschließend Hagen, München, Budapest, Dresden, Frankfurt am Main, Leipzig, Chemnitz, Halle, Posen und schließlich Königsberg. Am 28. Juni 1900 ließ Kaiser Wilhelm II. die Völkerschau nach Kiel kommen. 

„Die Samoaner gaben […] am letzten Donnerstag Mittag in Kiel eine Vorstellung vor dem Kaiser, Prinz und Prinzessin Heinrich und großem Gefolge. […] Die Aufstellung der festlich geschmückten Insulaner erfolgte im Park des königlichen Schlosses zu Kiel. Der greise Häuptling Tovale dankte dem Kaiser für die Gnade, vor dem mächtigen Herrscher des deutschen Reiches erscheinen zu dürfen, worauf der Kaiser in huldreichen Worten entgegnete. Sodann erfolgten verschiedene Schaustellungen: Tänze, Gesänge, Bereitung des Nationalgetränks ‚Kawa’ und ein lebhaft ausgeführter Faustkampf. Den Schluß der Vorstellung bildete ein ‚Taalolo‘, ein festlicher Umzug, wie er nur vor Königen der Inseln und hohen Häuptlingen der Inseln aufgeführt zu werden pflegt. Dieser ‚Taalolo’ ist mit einer Ueberreichung von Geschenken verbunden, und so wurde auch dem Kaiser eine Anzahl von Geschenken […] von den Kriegern und Mädchen der Truppe ‚zu Füßen gelegt‘.“

Die zweite Samoa-Völkerschau war der wesentliche Anlass, dass auf Betreiben des Deutschen Kolonialvereins Reichskanzler Chlodwig zu Hohenlohe-Schillingsfürst 1901 per Runderlass das „Verbot zur Ausfuhr von Eingeborenen aus den Kolonien zum Zwecke der Schaustellung“ anordnete. Der Kolonialverein wollte damit die Flirts der Samoaner und Besucherinnen verhindern. Außerdem befürchteten die Unterstützer des Verbots, dass die Völkerschau-Darsteller aufgrund des ihnen entgegengebrachten Verhaltens die deutsche Kolonialmacht verachten würden.

## Dritte Samoa-Völkerschau 1910/11

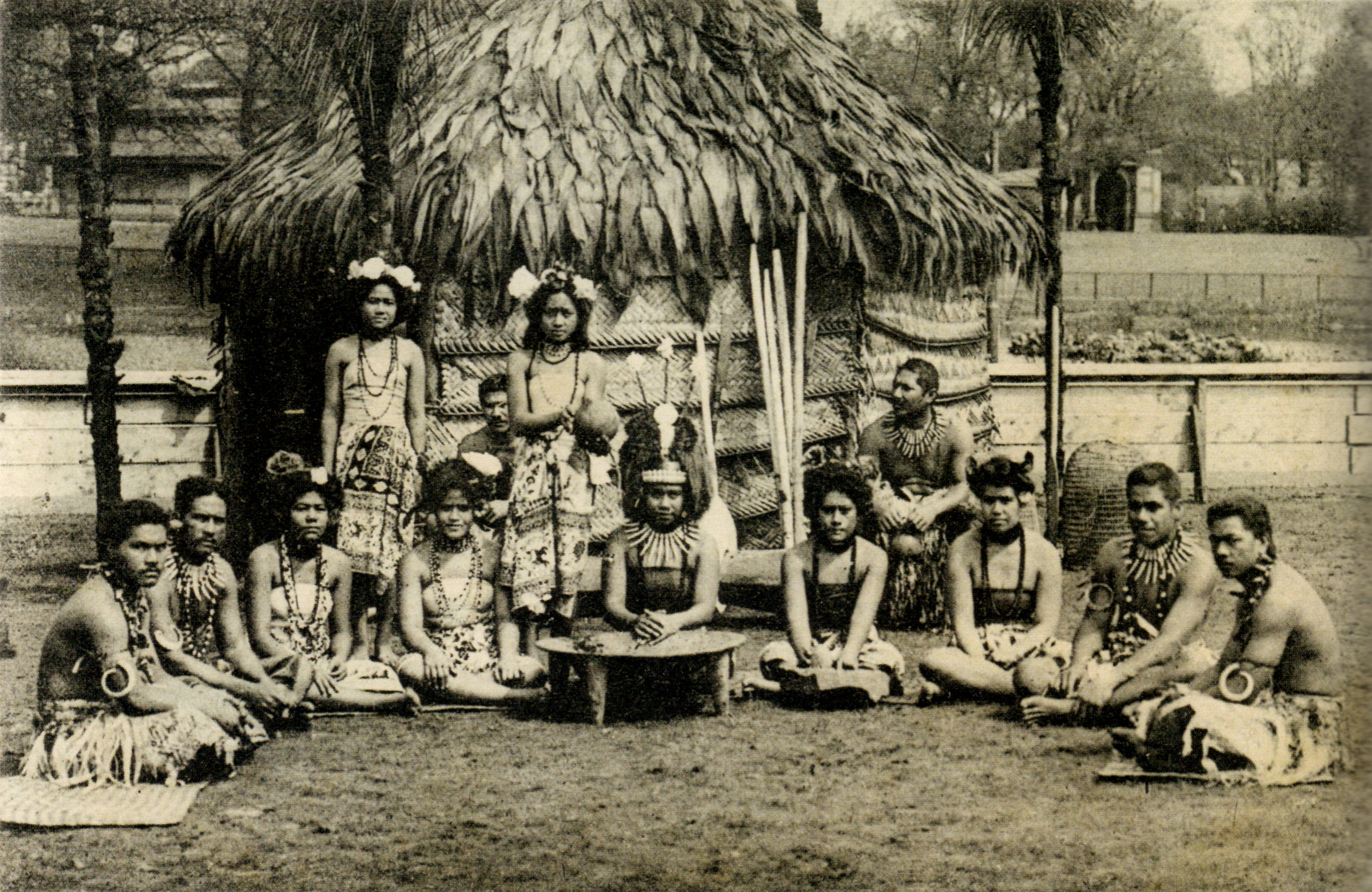
Dritte Samoa-Völkerschau (ohne Ortsangabe), Foto von 1910

Die dritte Samoa-Völkerschau wurde vom Häuptling Tupua Tamasese Lealofi (1863–1915) angeführt, der am 26. Mai 1911 von Kaiser Wilhelm II. im Berliner Schloss empfangen wurde. Zur Gruppe gehörten neun Männer und 17 Frauen. Fritz Marquardt war es zuvor gelungen, eine Sondererlaubnis für die Völkerschau zu erwirken. Die Gruppe brach am 10. Februar 1910 in Samoa auf und erreichte Hamburg am 6. Mai 1910. Dort trat die Gruppe ab dem 12. Mai auf, anschließend in Frankfurt am Main, Köln, Breslau, Dresden, München (auf dem Jubiläums-Oktoberfest), Berlin, Leipzig, Chemnitz, Düsseldorf, Elberfeld, wieder Hamburg und zuletzt in Bremen auf.